# Stay (canción de Shakespeares Sister)
«Stay» es una canción del grupo de pop británico Shakespears Sister, publicada por London Records en enero de 1992, como el segundo sencillo del grupo de su álbum Hormonally Yours. Fue escrito por Siobhan Fahey, Marcella Detroit y Dave Stewart. 
Con su publicación, la canción alcanzó muchos números unos en las listas de éxitos, incluyendo la del Reino Unido, donde alcanzó el puesto número uno en la UK Singles Chart durante ocho semanas consecutivas; el número uno hasta la fecha del Reino Unido que se había mantenido tanto tiempo en el Top 1. También alcanzó el número 1 durante seis semanas en Irlanda. También fue un éxito transatlántico, alcanzando el número 4 tanto en el Billboard Hot 100 estadounidense como en la lista canadiense RPM Top Singles.
En los Brit Awards de 1993, «Stay» ganó el premio al vídeo británico del año. En noviembre de 2010, la concursante de The X Factor Cher Lloyd interpretó la canción en la serie 7 del programa. Tras ello, la versión original volvió a entrar en las listas de Reino Unido, Irlanda y el Hot 100 Singles europeo. Además de utilizarse en The X Factor, la canción también ha aparecido en Britain's Got Talent, Dancing on Ice, Strictly Come Dancing, The Voice UK, etc.
Con la canción, el álbum del grupo se convirtió en el cuarto álbum más vendido de 1992.

## Recepción de la crítica
La canción recibió críticas favorables de la mayoría de los críticos musicales. El editor de AllMusic, Tom Demalon, dijo en su reseña de Hormonally Yours que "todo se perdió en la estela de la encantadora y dramática "Stay", un éxito mundial". Christopher Kramer de American Eagle señaló que la canción "tiene una letra que suena a sus intereses gospel". "Larry Flick, de Billboard, la describió como una "compleja melodía de pop moderno" y señaló además que el "intercambio vocal entre Marcella Detroit y Siobhan Fahey es intenso y dramático". Cashbox dijo que es "casi como dos canciones separadas, que representan las diferentes influencias que la pareja aporta a su música. La primera mitad es la voz reverente y angelical de Marcie, y luego, de repente, llega el estruendo industrial de la percusión pesada y el puente áspero de Siobhan". Michael R. Smith, del Daily Vault, la calificó de "obra maestra" y escribió que la canción consiguió "mostrar al mundo lo que se podía hacer con una balada que, de otro modo, sería mundana y ordinaria. Tom Ewing, de Freaky Trigger, destacó "el soprano que se tambalea y se quiebra" de la voz principal de Detroit, y la "intervención gruñida y gutural" de Fahey en el puente. También añadió que "evidentemente, la forma de dinámica cambiada de la canción coincide con su contenido: una historia de dos mundos, el del cantante y el del sujeto, y la relación entre ellos. Uno es claustrofóbico, intenso, algo de lo que hay que escapar: al otro se llega por medio de un pasaje arriesgado, pero donde la seguridad apenas está garantizada y pueden acechar terrores peores".
Dave Sholin, de Gavin Report, declaró: "This haunting ballad proves they haven't changed course as they deliver a melody that has true staying power."" ("Esta balada inquietante demuestra que no han cambiado de rumbo, ya que ofrecen una melodía que tiene un verdadero poder de permanencia"). Otro editor escribió que "this female duo gives a once-in-a-lifetime performance of a moody and deliberate song about staying power in a relationship" ("este dúo femenino ofrece una interpretación única de una canción malhumorada y deliberada sobre el poder de permanencia en una relación"). Chuck Campbell, del Knoxville News-Sentinel, la describió como una "balada desarmantemente dulce" y añadió que "pasa a una severa advertencia ("I'll go anywhere with you/I'll do anything it takes/But if you try to go it alone/Don't think I'll understand") y luego concluye de forma bastante siniestra" Music & Media comentó que "el vibrato de Detroit da a la melodía el ambiente etéreo del material clásico de Marianne Faithfull. Hacia el final de la canción, Fahey toma el relevo con su voz ligeramente más oscura". También añadieron en su reseña de la canción que "tras un comienzo lento respaldado por unos arreglos mínimos, esta balada seria adquiere poco a poco algo de mordiente". Imran Khan, de PopMatters, la calificó de "extraña balada de ciencia ficción de electrónica gótica-gospel".  Lucy O'Brien, de Select, afirmó que Detroit "hace una valiente apuesta por la balada antémica con "Stay", pero acaba sonando sospechosamente como Jennifer Rush". Smash Hits dijo que "suena como un himno". St. Petersburg Times calificó la canción como "el mejor single del año" y comentó: 'You'd better hope and pray/That you make it safe/Back to your own world.' Just try to ignore former Bananarama B-girl Siobhan Fahey, as she growls like a master berating her slave" ("'Será mejor que esperes y reces/para que estés a salvo/de vuelta a tu propio mundo'. Intenta ignorar a la ex chica B de Bananarama, Siobhan Fahey, mientras gruñe como un amo que reprende a su esclavo"). En su crítica de Singles Party, Christopher Smith de TalkAboutPopMusic la describió como "inquietante" y "épica".

## Versiones
- Il Divo, el cuarteto vocal de cantantes masculinos; el tenor suizo Urs Bühler, el barítono español Carlos Marín, el tenor estadounidense David Miller y el cantante pop francés Sébastien Izambard, grabaron la canción en castellano titulada Ven a mí, para el álbum Wicked Game de Il Divo (2011).

- En noviembre de 2010, en el programa de The X Factor de Reino Unido el cantante Cher Lloyd interpretó la canción -versión original- en el programa, y debido a ello, la canción volvió a reintroducirse en la UK Singles Chart del Reino Unido, en la Irish Singles Chart de Irlanda y en la European Hot 100 Singles de Europa.

## Lista de
| Chart (1992)                          | Posición de máximo |
| ------------------------------------- | ------------------ |
| Australia (ARIA)                      | 3                  |
| Austria (Ö3 Austria Top 40)           | 4                  |
| Bélgica (Flandes) (Ultratop 50)       | 9                  |
| Europe (Eurochart Hot 100)            | 4                  |
| Francia (SNEP)                        | 40                 |
| Alemania (Offizielle Deutsche Charts) | 3                  |
| Irlanda (IRMA)                        | 1                  |
| Países Bajos (Dutch Top 40)           | 26                 |
| Países Bajos (Mega Single Top 100)    | 28                 |
| Nueva Zelanda (Recorded Music NZ)     | 5                  |
| Noruega (VG-lista)                    | 6                  |
| Suecia (Sverigetopplistan)            | 1                  |
| Suiza (Schweizer Hitparade)           | 2                  |
| Reino Unido (UK Singles Chart)        | 1                  |
| Estados Unidos (Billboard Hot 100)    | 4                  |
| Estados Unidos (Adult Contemporary)   | 39                 |
| Estados Unidos (Mainstream Top 40)    | 18                 |
| Estados Unidos (Rhythmic)             | 28                 |

| Chart (2010)                           | Peak position |
| -------------------------------------- | ------------- |
| Irlanda (IRMA)                         | 10            |
| Escocia (Scottish Singles Sales Chart) | 11            |
| Reino Unido (UK Singles Chart)         | 12            |